# Бериславич, Стефан
Стефан Бериславич (хорв. Stefan Berislavić); около 1504 — около 1535) — деспот Сербии в Среме с 1520 по 1526 год.
Представитель знатной хорватской дворянской семьи Бериславичей, владевшей поместьями в Славонии. Сын
Иваниша Бериславича (? — 1514), деспота Сербии в Среме с 1504 по 1513 год и Елены Якшич, которая до брака с его отцом была замужем за последним сербским деспотом из семьи Бранковичей Иоанном Бранковичем, и унаследовала титул, потому что у них не было сыновей.
После смерти отца, Стефану было меньше десяти лет, поэтому титул деспота перешёл к нему лишь в 1520 году. После взятия турками Белграда и их набега на Срем в 1521 году, Стефан ненадолго пробыл в резиденции в опустошенном городе Купиник в Среме, а затем отправился на родину своего отца в Славонски-Брод.
После поражения объединённого венгро-чешско-хорватского войска армии Османской империи в Битве при Мохаче (1526), Стефан добился некоторого успеха в Среме после вывода основной турецкой армии. После поражения Венгрии в Мохачской битве в 1526 году деспот Сербии в Среме Стефан Бериславич фактически стал просто главой сербской общины на территории Венгрии. Под его властью находились лишь небольшая территория на границе с Османской империей. Всё же в это время был последний краткий период Сербской государственности.
После смерти короля Венгрии и Чехии Людовика II в Венгрии возникло два политических течения: одно возглавлял король Фердинанд Габсбургский, а другое, «патриотическое», — князь Трансильвании Янош I Запойяи. Сербский деспот Стефан Бериславич первоначально поддержал Фердинанда I. После прихода к власти в 1526 году Яноша I Запойяи, тот лишил его титула деспота Сербии.
Янош I Запойяи ограничил власть Стефана над сербами, назначив сербского дворянина Радича Божича новым деспотом Сербии (1527 −1528). Несмотря на это, Стефан продолжал действовать как сербский деспот и был признан таковым королём Фердинандом Габсбургским. В 1529 году Стефан лишился благосклонности Фердинанда и был заключён в тюрьму г. Буда, но вскоре сбежал оттуда.
В то время на территорию Венгрии снова вторглись османы, которые действовали как союзники соперничающего венгерского короля Яноша I Запойяи, правителя Восточно-Венгерского королевства. Стефан решил присоединиться к нему и в ответ получил возврат конфискованных владений. С 1529 года он контролировал приграничные районы в Славонской Посавине с центром в Броде. В 1532—1533 годах Стефан снова вел переговоры с королём Фердинандом, но соглашения не достиг. В 1535 году он вступил в конфликт с османским губернатором Боснии. Во время вторжения Стефан был убит янычарами, а его владения были захвачены османами.